# 668
668 (DCLXVIII na numeração romana) foi um ano bissexto do século VII, do Calendário Juliano, da Era de Cristo, teve início a um sábado e terminou a um domingo, e as suas letras dominicais foram B e A.
| ano completo                      |
| --------------------------------- |
| Ano bissexto com início ao sábado |

## Eventos
- Abe Hirafu, comandante militar japonês do século VII recebe do Imperador Tenmu o título de Sukune (família nobre de origem "divina") [1].
- O reino de Silla domina completamente o reino de Koguryo na Peninsula da Coréia.